# 風間茂子
風間茂子（1932年?月?日—），日本作家，出生於日本新潟縣。丈夫為舞台設計師兼作家妹尾河童。1961年与妹尾河童结婚。1987年以旧姓风间发表《家事可以这么有趣！》一书。喜缝纫、陶艺、飞靶射击、自行车等，兴趣广泛。

## 作品
- （家事可以這麼有趣！）
- 河童家庭大不同